# This Type of Thinking (Could Do Us In)
This Type of Thinking (Could Do Us In) è il terzo album discografico in studio del gruppo musicale alternative metal statunitense Chevelle, pubblicato nel 2004.

## Tracce
1. The Clincher – 3:43
2. Get Some – 4:27
3. Vitamin R (Leading Us Along) – 3:43
4. Still Running – 3:43
5. Breach Birth – 4:03
6. Panic Prone – 3:50
7. Another Know It All – 4:20
8. Tug-O-War – 4:32
9. To Return – 3:42
10. Emotional Drought – 5:24
11. Bend the Bracket – 5:05

## Gruppo
- Pete Loeffler - voce, chitarra
- Sam Loeffler - batteria
- Joe Loeffler - basso

## Classifiche
- Billboard 200 - #8[1]